# 1935 في الفلبين
فيما يلي قوائم الأحداث التي وقعت خلال عام 1935 في الفلبين.

## سياسة

### تعيين في المنصب
- 1 يناير – البيديو كويرينو وزير الداخلية والحكومة المحلية [الإنجليزية]‏.
- 15 نوفمبر – خوسيه أفيلينو Secretary of Labor and Employment (Philippines) [الإنجليزية]‏.
- 15 نوفمبر – مانويل كويزون رئيس الفلبين.

### انتهاء فترة المنصب
- 15 نوفمبر – البيديو كويرينو عضو مجلس الشيوخ الفلبيني ‏.
- 15 نوفمبر – روبن توريس Secretary of Labor and Employment (Philippines) [الإنجليزية]‏.
- 15 نوفمبر – مانويل كويزون رئيس مجلس الشيوخ في الفلبين [الإنجليزية]‏، عضو مجلس الشيوخ الفلبيني ‏.

## مواليد

### يناير
- 29 يناير – لوليتا رودريغيز ممثلة فلبينية.

### مارس
- 25 مارس – غابرييل إيلورد ملاكم فلبيني.
- 26 مارس – ارنستو ماسيدا سياسي فلبيني.

### يوليو
- 23 يوليو – رود رييس

### سبتمبر
- 1 سبتمبر – ميل لوبيز سياسي فلبيني.

### أكتوبر
- 10 أكتوبر – فرنسيسكو سان دييغو كهنوت فلبيني.

### نوفمبر
- 25 نوفمبر – بيدرو باولو سانتوس قس فلبيني.

### ديسمبر
- 20 ديسمبر – هيلاريو دافيدي جونيور

## وفيات

### يناير
- 1 يناير – ليون ماريا غيريرو (مواليد 1853) سياسي فلبيني.
- 28 يناير – باتريسيو ماريانو (مواليد 1877)